# Topaz
Topaz es el título de una novela de espionaje de 1967 escrita por el novelista estadounidense de ascendencia judeo-polaca León Uris. Luego del éxito de Éxodo, escrita la década anterior, significó el siguiente gran título en la carrera de Uris. La novela trata sobre la Guerra Fría.
El director de  cine inglés Alfred Hitchcock dirigió una adaptación cinematográfica homónima de esta novela en 1969.
- Datos: Q2443193